# Каленберг (Австрія)
Каленберг (нім. Kahlenberg — Лиса гора) — гора в Австрії, в районі Деблінг Відня, північно-східна частина хребта Віденський Ліс, гілки нижньо-австрійських Альп. Висота 484 м над рівнем моря, відносна висота — 40 м. В античній географії Віденський Ліс називався Цетійськими горами (Цетійськими Альпами, лат. Mons Cetius, дав.-гр. Κέτιον ὄρος дав.-гр. Κέτιον ὄρος). Цетійські гори на заході відокремлювали римську провінцію Паннонію від Норика. У Середньовіччі Лисими горами (лат. Mons Calvus) називали всі гори між Віденським Лісом та Країнськими або Юлійськими Альпами. Каленберг укритий лісом. На схилах росте виноград.

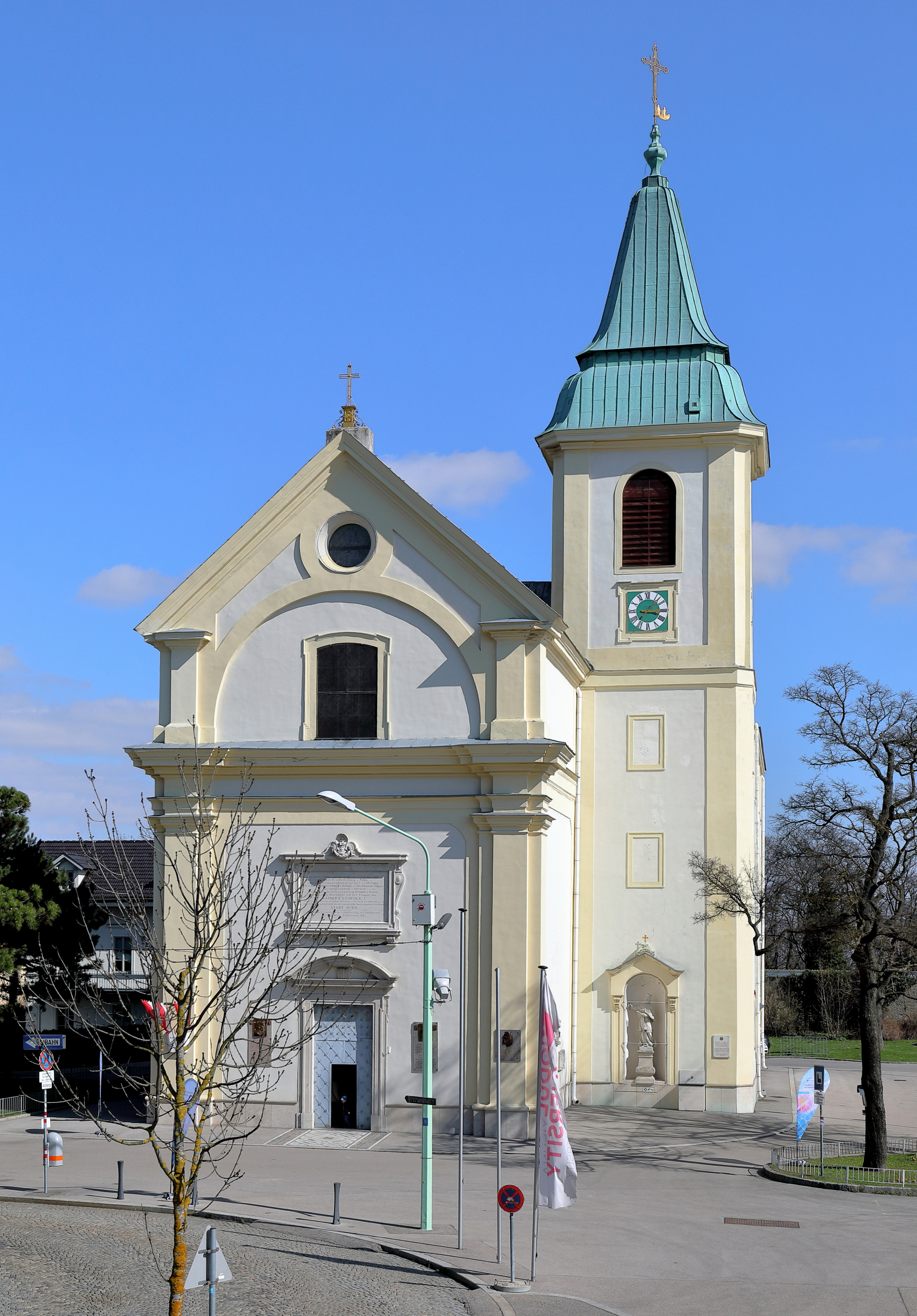
на Каленберзі

1532 року султан Османської імперії Сулейман I втретє зібрав величезне військо для війни з Австрією, але, дізнавшись про зосередження сильної армії під Віднем, не зважився прийняти бою, а звернув до Штирії для облоги Граца. Лише 14-тисячний загін акинджи Казимбека спустошив австрійські землі до річки Енс. Повертаючись, при виході з Віденського Лісу біля Каленберга загін натрапив на німецькі полки Себастіана Шертліна фон Буртенбаха і, після гарячого бою 19 вересня, був знищений. Серед убитих був і сам Казимбек.
У Віденській битві 12 вересня 1683 року, в ході Великої Турецької війни, на горі зібралося християнське військо під командуванням польського короля Яна III Собеського, яке прийшло на захист обложеного турками-османами Відня.
На Каленберзі розташована Каленберзька телевежа, заввишки 165 метрів, і католицька церква Святого Йосифа, місце паломництва. Біля церкви є оглядовий майданчик, звідки відкривається картина Відня та його околиць. На церкві є меморіальна дошка, присвячена Яну III Собеському, який керував християнським військом у Віденській битві на Каленберзі і відслужив перед битвою месу в церкві на Каленберзі. Поруч із церквою розташована 22-метрова оглядову вежу Штефаніварте (вишка кронпринцеси Стефанії, Kronprinzessin Stefanie-Warte), яка є об'єктом архітектурної спадщини. На Каленберзі є готель і вілли, розташований віденський квартал Каленбергердорф, який належить до 19-го району Відня, Деблінгу, а також університет MODUL.

У 1874—1919 роках на гору Каленберг із Нусдорфу вела зубчаста Каленберзька залізниця з європейською колією (1435 мм), найбільшим ухилом 11 % та завдовжки 5 км. На північному схилі Каленберга розташований Вайдлінг, де знаходиться могила поета Ніколауса Ленау.

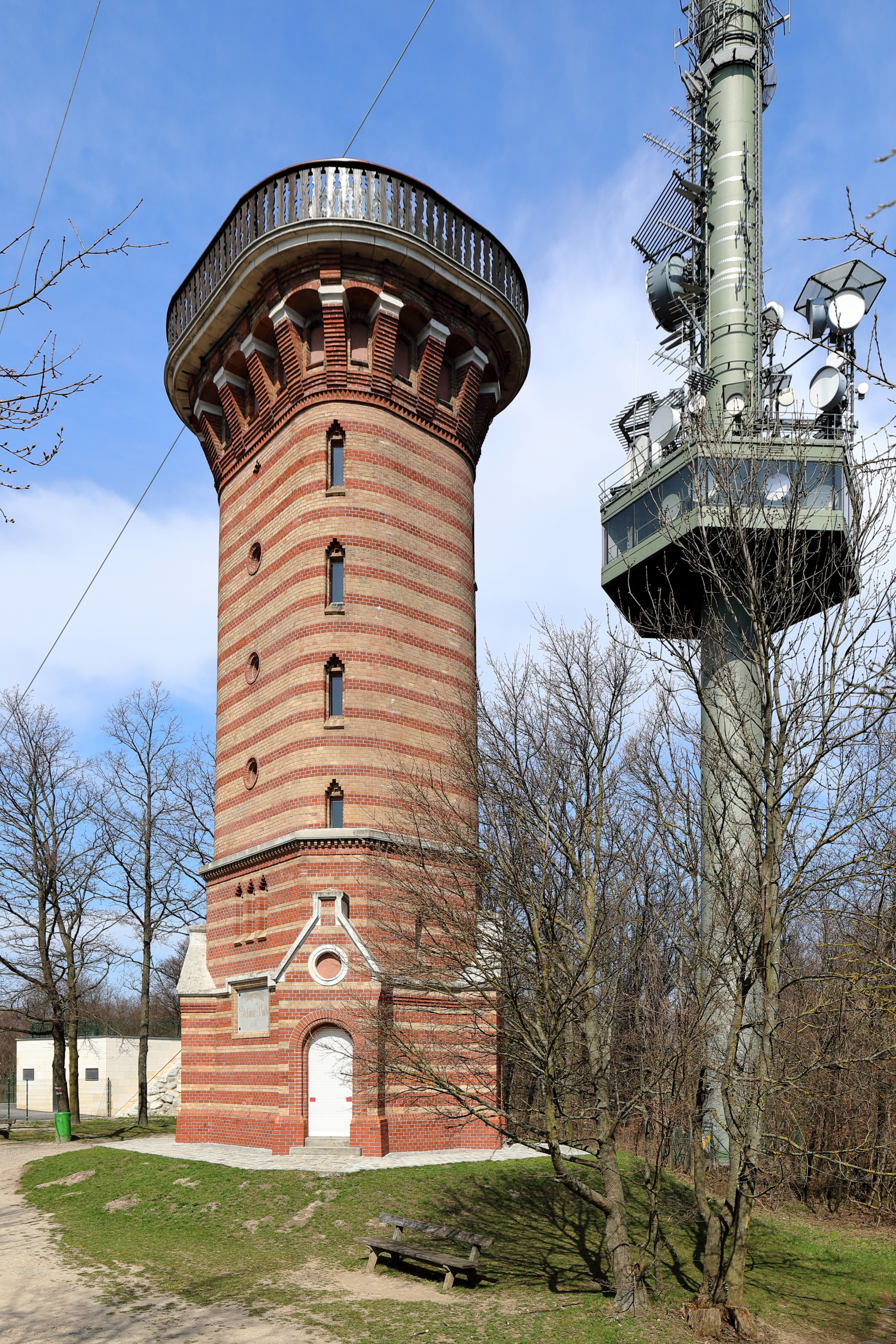
Башта Штефаніварте[de] на Каленберзі
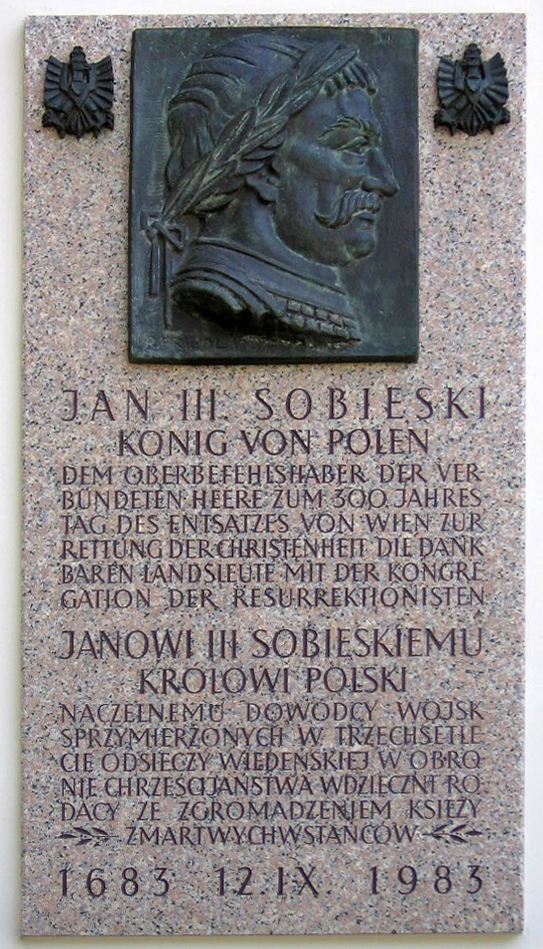
Меморіальна дошка на католицькій церкві Святого Йосифа[de] на Каленберзі, посвячена польському королю Яну III Собеському, який керував християнським військом у Віденській битві (1683) на Каленберзі і відслужив перед битвою месу в церкві на Каленберзі
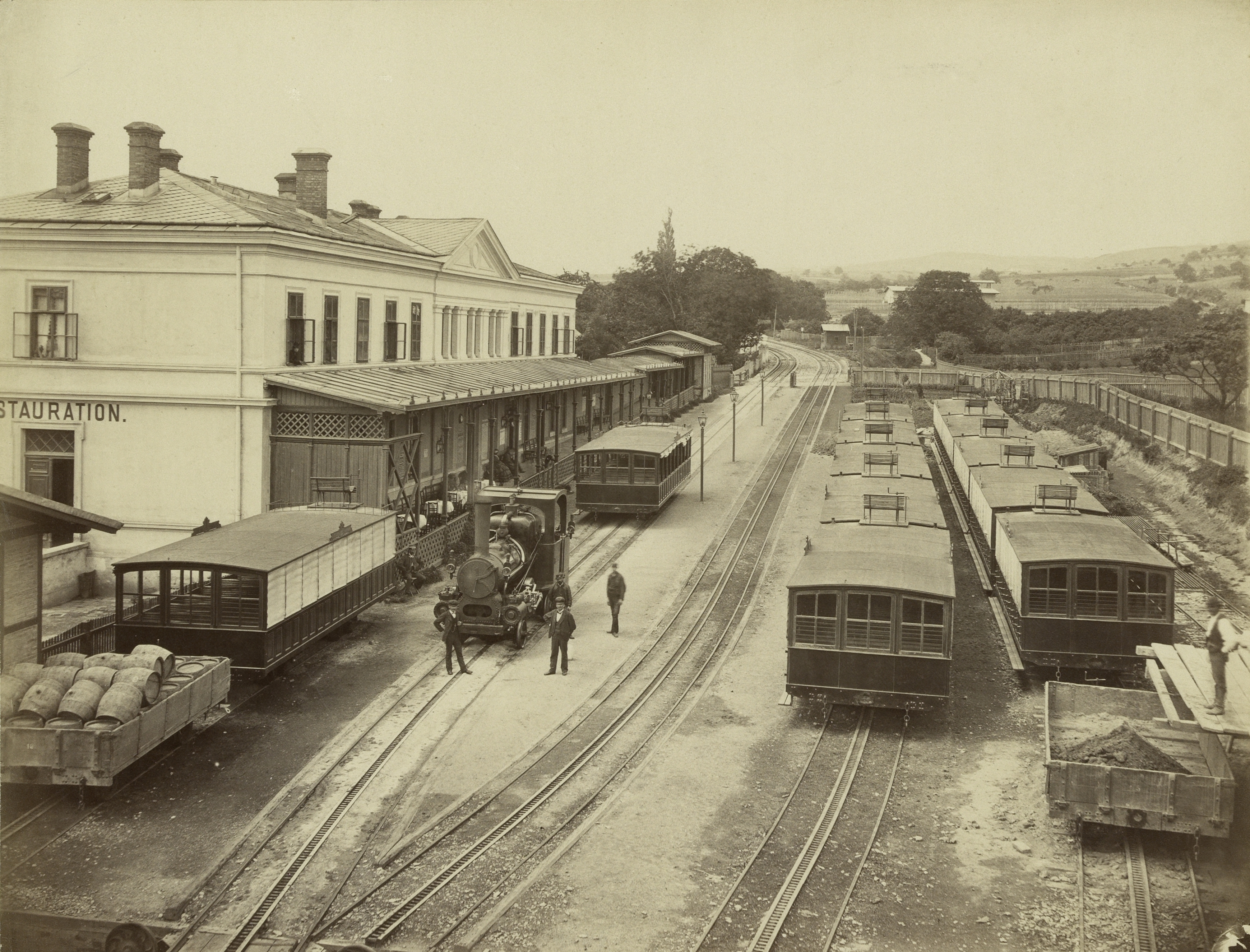
Вокзал зубчастої Каленберзької залізниці[de] на станції в Нусдорфі[de]. 1875 рік